# Летняя (Иркутская область)
Ле́тняя — посёлок в Шелеховском районе Иркутской области России. Входит в состав Олхинского сельского поселения.

## География
Посёлок находится на левом берегу реки Олха, на расстоянии примерно 3 км к югу от города Шелехов, административного центра района. Абсолютная высота — 457 м над уровнем моря.

## Население
| 2002 | 2010 | 2011 | 2012 |
| ---- | ---- | ---- | ---- |
| 32   | ↗35  | →35  | ↗36  |

### Половой состав
Согласно результатам переписи 2002 года, численность населения посёлка составляла 32 человека (13 мужчина и 19 женщин).
Согласно результатам переписи 2010 года,, в посёлке проживало 35 человек (15 мужчин и 20 женщин).

## Улицы
Уличная сеть посёлка состоит из одной улицы (ул. Летняя).